# Pilisvörösvár
Pilisvörösvár (Duits: Werischwar) is een stad in het comitaat Pest in Hongarije. De plaats is gelegen ten noordwesten van de Hongaarse hoofdstad en is erg in trek als forensenplaats. 
Tussen 2004 en 2011 groeide de bevolking van 12.922 inwoners naar 13.667 inwoners. In 2019 was het inwonertal 14.688. Ongeveer 28% van de bevolking verklaarde tijdens de volkstelling van 2011 te behoren tot de Duitse minderheid in Hongarije. Het betreft Donauschwaben en hun nakomelingen die in de heuvels van Buda van oudsher een belangrijk deel van de bevolking uitmaken.
De plaats heeft 3 treinstations op de spoorlijn Esztergom - Boedapest en is gelegen langs de rijksweg 10 tussen beide plaatsen.